# Udo Pastörs
Udo Michael Wilhelm Pastörs (nacido en 1952 en Wegberg, Alemania) es un político alemán del Partido Nacionaldemócrata de Alemania, exrepresentante del partido en el Parlamento Regional de Mecklemburgo-Pomerania Occidental. Hasta 2014 ocupó la presidencia de su partido.

## Vida política y personal
Pastörs nació el 24 de agosto de 1952 en Wegberg, Alemania Occidental.
Su profesión es la de relojero. Está casado y tiene una hija con su esposa, Marianne Pastörs.
Antes de unirse al NPD, Pastörs fue un miembro destacado de la organización juvenil neonazi Wiking-Jugend y fue miembro de la CDU. También formó parte de la Bundeswehr durante cuatro años, con el rango de soldado.
Se unió al NPD en 2000. En 2005 se convirtió en el líder del partido en Mecklemburgo-Pomerania Occidental. Fue elegido por primera vez al parlamento del estado en 2006, luego de que su partido recibiera el 7,3% de los votos. Es presidente de la fracción parlamentaria del partido desde 2006.
El 9 de enero de 2014 fue elegido presidente del NPD (tras haberlo intentado sin éxito en 2009) debido a la renuncia de Holger Apfel.
El 18 de enero de 2014, durante un Congreso Federal del partido, Pastörs intentó infructuosamente convertirse en el candidato del NPD para las Elecciones al Parlamento Europeo de 2014, siendo derrotado por Udo Voigt, quién ganó con 93 votos contra 71 emitidos a favor de Pastörs. El 1 de noviembre de 2014, durante un nuevo Congreso, Pastörs no renovó su cargo de presidente del NPD y fue reemplazado por Frank Franz.
Pastörs perdió su escaño regional tras las Elecciones estatales de Mecklemburgo-Pomerania Occidental de 2016.

## Condenas
En un discurso pronunciado el 25 de febrero de 2009, Pastörs se refirió a la República Federal de Alemania como una "república judía", y a los hombres turco-alemanes como "cañones de semen", insultando además a Alan Greenspan. Un tribunal local lo declaró culpable de "incitación al odio hacia el pueblo" (Volksverhetzung), en mayo de 2010, y lo condenó a una pena suspendida de diez meses de cárcel, debiendo pagar € 6000 de multa.
En 2012 fue condenado a una pena suspendida de diez meses de prisión y al pago de € 6000 tras haber declarado dos años antes en un discurso en el Parlamento Regional de Mecklemburgo-Pomerania Occidental que  "el llamado Holocausto se utiliza con fines políticos y comerciales". Como respuesta, en 2014 Pastörs presentó su caso ante el Tribunal Europeo de Derechos Humanos con el objetivo de revocar su condena. En 2019, el tribunal finalmente rechazó la demanda de Pastörs.